# Pseudopaludicola jaredi
Pseudopaludicola jaredi é uma espécie de anfíbio anuro da família Leptodactylidae. Está presente no Brasil. A UICN classificou-a como pouco preocupante.